# Procuhy nazariensis
Procuhy nazariensis è un anfibio temnospondilo estinto, appartenente agli dvinosauri. Visse nel Permiano inferiore (circa 279 - 275 milioni di anni fa) e i suoi resti fossili sono stati ritrovati in Sudamerica.

## Descrizione
Questo animale doveva assomigliare a una grossa salamandra, e superava il mezzo metro di lunghezza. Procuhy è noto solo per fossili molto incompleti (un cranio parziale e un ramo mandibolare sinistro) ed è quindi impossibile ricostruirne fedelmente l'aspetto, anche se dal raffronto con altri animali simili ma più conosciuti (Trimerorhachis e Neldasaurus) si può ipotizzare una ricostruzione. Procuhy possedeva un cranio abbastanza largo e appiattito, e probabilmente le orbite erano molto avanzate e il muso era corto e arrotondato. Procuhy si distingueva da tutti gli altri dvinosauri per alcune caratteristiche uniche (autapomorfie), come la lunghezza della parte posteriore della tavola cranica superiore al 90% della sua ampiezza, e la presenza di un processo arcadiano ben sviluppato sulla mandibola, più lungo del processo retroarticolare. Rispetto ai suoi simili Trimerorhachis e Neldasaurus, Procuhy possedeva i parietali più larghi dell'ampiezza interorbitale e i coronoidi erano privi di denticoli. 

## Classificazione
Procuhy nazariensis venne descritto per la prima volta nel 2015, sulla base di fossili ritrovati nella formazione Pedra de Fogo nel Brasile nordorientale, nella zona di Nazaria (Stato di Piaui). I fossili sono stati interpretati come quelli di un appartenente agli dvinosauri, un gruppo di anfibi temnospondili solitamente di piccole o medie dimensioni, strettamente legati alla vita acquatica. Procuhy, in particolare, risulterebbe essere un membro dei trimerorachidi, una famiglia di dvinosauri nota soprattutto per resti fossili provenienti dal Nordamerica. Un altro dvinosauro noto nella stessa formazione è Timonya, appartenente però a un altro clade di dvinosauri e di dimensioni nettamente minori.

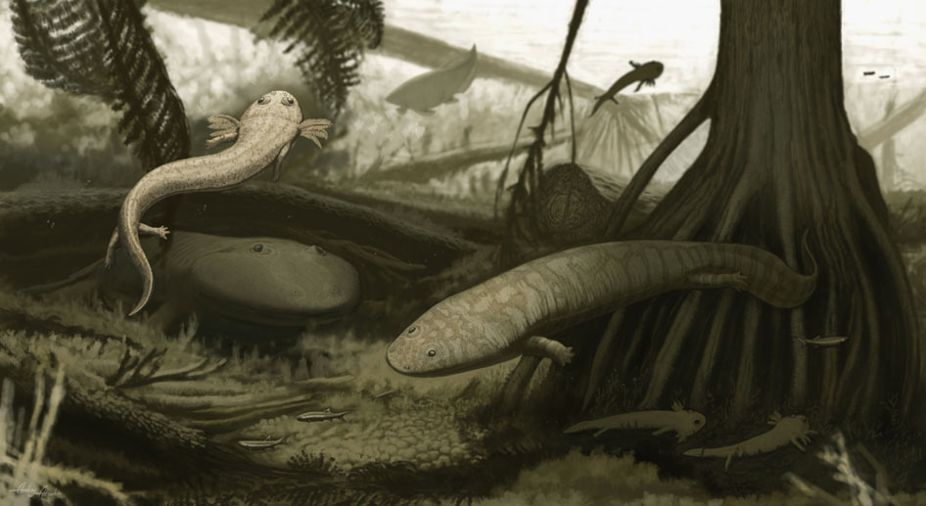
Ricostruzione di Procuhy (in avanti, a destra) nel suo ambiente naturale, insieme al piccolo dvinosauro Timonya (in avanti a sinistra) e a un grosso rinesuchide (in fondo a sinistra)

## Significato dei fossili
Il ritrovamento dei fossili di Timonya e di Procuhy, molto simili a forme nordamericane, indica che nel Permiano inferiore le faune di anfibi di acqua dolce erano ancora poco differenziate, e suggeriscono che vi fosse ancora un bioma tropicale uniforme; nel Permiano inferiore i continenti settentrionali e quelli meridionali erano ancora uniti in Pangea.

## Paleoecologia
Procuhy viveva nelle acque costiere e alcaline di un lago tropicale, e probabilmente predava pesci di piccole dimensioni; Timonya, di dimensioni minori, rappresentava probabilmente i piccoli predatori, mentre l'anfibio gigante Prionosuchus, noto nella stessa formazione, era il superpredatore del lago ma viveva in acque più profonde e in una zona più centrale (Cisneros et al., 2015).